# Mikhail Tukhatjevskij
Mikhail Nikolajevitj Tukhatjevskij (russisk: Михаи́л Никола́евич Тухаче́вский, tr. Mikhaíl Nikoláejvitj Tukhatjévskij; født 16. februar 1893 i landsbyen Slednevo, Smolensk guvernement (nu Smolensk oblast), død 12. juni 1937, Moskva, Sovjetunionen) var en sovjetisk general, chef for Den Røde Hær i perioden 1925–1928.

## Tidlige liv
Tukhatjevskij blev født i Aleksandrovskoje, Safonovo, i en familie af adelige. Han blev uddannet på Aleksandrovskoje Militære Skole i 1914. Han blev indrulleret i Semjenovskije Garderegimentet. Han var sekondløjtnant under Første Verdenskrig og blev dekoreret for personligt mod i kamp. Efter at han blev taget til fange af tyskerne i februar 1915, flygtede han fire gange fra krigsfangelejre, blev fanget igen og blev til sidst, som forhærdet flugtfange, anbragt i Ingolstadts fæstning. Her mødte han en anden uforbederlig fange, kaptajn Charles de Gaulle.
Hans femte flugt lykkedes, og han vendte tilbage til Rusland i oktober 1917. Efter Oktoberrevolutionen tilsluttede han sig den Den Røde Hær og blev medlem af RKP (b).

## Borgerkrigen
Han blev officer i den nydannede Røde Hær i 1918 og avancerede hurtigt pga. sin store dygtighed. Under Den Russiske Borgerkrig fik han ansvaret for at forsvare Moskva. Den sovjetiske krigskommissær Lev Trotskij tildelte Tukhatjevskij kommandoen over Den Femte Armé i 1919, og han ledede kampagnen for at vinde Sibirien fra den Den Hvide Hær under Aleksandr Koltjak. Tukhatjevskij anvendte koncentrerede angreb for at drage fordel af fjendens åbne flanker og true dem med omringning.
Han bidrog også til at slå general Anton Denikin på Krim i 1920, idet han ledede de afsluttende operationer. I februar 1920 indledte han en offensiv i Kubanområdet med kavaleri for at forstyrre fjendens bagland. I den følgende tilbagetrækning gik Denikins styrker i opløsning og Novorossijsk blev hastigt evakueret.
I slutfasen af borgerkrigen førte Tukhatjevskij Den Syvende Armé, da den nedkæmpede matrosernes oprør i Kronstadt i marts 1921. Han førte også antipartisankampagnen mod Tambovrepublikken i 1921 og 1922.
Simon Sebag Montefiore har beskrevet Tukhatjevskij som ”nådesløs som nogen bolsjevik.” Han blev kendt for at henrette gidsler og for at bruge giftgas i undertrykkelsen af bondeopstande.

## Den Polsk-Sovjetiske Krig
Tukhatjevskij ledede de sovjetiske hære under den Den Polsk-Sovjetiske krig i 1920 og blev slået af Józef Piłsudski foran Warszawa. Under denne krig kom Tukhatjevskij for første gang i konflikt med Stalin, da han ikke fulgte ordrer ved at angribe Lvov i stedet for Warszawa. De anklagede gensidigt hinanden for at Sovjet ikke erobrede Warszawa, hvilket medførte et sovjetisk nederlag i krigen. Hans ordrer blev ofte ikke fulgt selv af højtstående officerer, hvilket medførte flere sovjetiske nederlag. På den anden side erklærede Tukhatjevskij, at han ikke kunne vælge sine kommandanter selv eller flytte sit hovedkvarter fra Moskva af politiske årsager.

## Reformen af Den Røde Hær
I henhold til Simon Sebag Montefiore anså Stalin Tukhatjevskij for sin mest bitre rival og omtalte ham som Napoleontjik. Da Stalin overtog ledelsen af partiet i 1929, modtog han anklager fra højtstående officerer, som tog afstand fra Tukhatjevskijs taktiske teorier. I 1930 tvang OGPU to officerer til at erkære, at Tukhatjevskij planlagde et statskup for at styrte Politbureauet.
I henhold til Montefiore,
I 1930 var dette tilsyneladende for uhyrligt selv for bolsjevikkerne. Stalin, der endnu ikke var diktator, spurgte sin magtfulde allierede Sergo: ”Kun Molotov, mig selv og nu dig ved det … Er det muligt? Sikke en historie. Diskuter det med Molotov...” Sergo ville dog ikke gå så langt. Der kom ingen arrestation og retssag mod Tukhatjevskij i 1930: Kommandanten ”viser sig at være 100% ren”, skrev Stalin til Molotov i oktober. ”Det er meget godt.” Arkiverne viser en fantastisk følge: Da han først forstod Tukhatjevskijs ambitiøse strategier, undskyldte Stalin over for ham: ”Nu da sagen er blevet klar for mig, må jeg indrømme at min bemærkning var for grov og at min konklusion ikke var rigtig.”
Efter dette skrev Tukhatjevskij adskillige bøger om moderne krigsførelse, og i 1931, efter at Stalin havde accepteret behovet for et industrialiseret militær, fik Tukhatjevskij en ledende rolle i reformen af hæren. Han havde avancerede ideer om militærstrategi, specielt om brugen af kampvogne og fly i kombinerede operationer.
Tukhatjevskij var meget interesseret i kunst, og i denne periode blev han en støtte og nær ven af komponisten Dmitrij Sjostakovitj. De mødtes i 1925 og spillede siden musik sammen i marskalens hjem (Tukhatjevskij spillede violin). I 1934 kom Sjostakovitjs musik under angreb efter Pravdas fordømmelse af hans Lady Macbeth fra Mtsensk. Tukhatjevskij intervenerede hos Stalin for sin ven. Efter Tukhatjevskijs arrestation blev der lagt pres på Sjostakovitj for at tage afstand fra ham, men dette blev ikke tilfældet, da undersøgeren selv blev arresteret.

## Teorien om dybe operationer
Hans teori om dybe operationer, hvor kombinerede våbenarter angriber dybt bag fjendens linjer for at ødelægge fjendens bagland og logistik,

 blev imødegået af nogle i det militære etablissement, men blev i det store og hele antaget af Den Røde Hær i midten af 1930'erne. De blev udtrykt som et koncept i Den Røde Hærs Feltregulativ fra 1929, og blev uddybet i Instruktioner for dybe slag fra 1935. Konceptet blev endelig fastlagt i hæren i Det provisoriske feltregulativ fra 1936. Et tidligt eksempel på den potentielle effekt af teorien kan ses i den sovjetiske sejr over Japan i slaget ved Khalkin Gol (Nomonhan), hvor et sovjetisk armékorps under Georgij Sjukov slog en stærk japansk styrke i august-september 1939.
På grund af omfattende udrensninger i Den Røde Hærs officerkorps, i 1937-1939 faldt teorien om dybe operationer kortvarigt i unåde. Men den blev gradvist genoptaget efter ydmygelsen af Den Røde Hær gennem Vinterkrigen 1939-1940 mod Finland. Ideerne blev brugt med stort udbytte under kampene på Østfronten f.eks. i slaget om Stalingrad og Operation Bagration.

## Faldet
I 1935 blev Tukhatjevskij udnævnt til Sovjetunionens Marskal, kun 42 år gammel. I Januar 1936 besøgte han Storbritannien, Frankrig og Tyskland. Da Stalin var bekymret over Tukhatjevskijs voksende indflydelse,[kilde mangler] og muligvis stadig bar nag over nederlaget til Polen i 1920, besluttede Stalin at eliminere ham og syv andre højtstående sovjetiske militære ledere.[kilde mangler]
Lige før sin arrestation blev Tukhatjevskij fritaget fra sin tjeneste som assistent for marskal Klement Vorosjilov og udnævnt til militærkommandør over Volga Militærdistriktet. Det antages at Stalin beordrede dette kneb (som også blev brugt mod de syv andre kommandanter) for at skille Tukhatjevskij fra sine tropper og officerer under hans kommando.[kilde mangler] Kort efter at han var taget af sted for at optage sin nye kommando, blev Tukhatjevskij hemmeligt arresteret d. 22 maj 1937 og bragt tilbage til Moskva i en fangetransport.
Stalin udpegede otte generaler til at forestå krigsretssagen mod Tukhatjevskij og de syv andre kommandanter. Alle blev de anklaget for at organisere en ”militær-troskistisk sammensværgelse” og for at spionere for Nazityskland. Foran domstolen påstod militæranklageren, at Tukhatjevskij under sine udenrigsbesøg havde haft kontakt med antistalinistiske eksilrussere for at udklække et plot mod Stalin. Anklageren fremlagde derpå kopier af de anklagedes tilståelser som beviser.
I sin bog Den store terror (1968) skriver den britiske historiker Robert Conquest, at tyske SD-agenter muligvis, på Heinrich Himmlers og Reinhard Heydrichs initiativ, forfalskede dokumenter, der skulle vise at Tukhatjevskij deltog i en sammensværgelse med den tyske generalstab for at gøre Stalin mistroisk over for ham og således svække Sovjetunionens militære formåen. Disse dokumenter, skrev Conquest, blev overdraget til den tjekkoslovakiske præsident Edvard Beneš, som i god tro gav dem videre til Stalin, som troede på dem. Teorien om en tyskinspireret sammensværgelse for at eliminere sovjetiske kommandanter stammer udelukkende fra Walter Schellenberg, der i 1956 (i Labyrinten: Walter Schellenbergs erindringer) påstod dette. Schellenberg var officer i Himmlers Sicherheitsdienst, SD. Beneš har delvist bekræftet historien i sine erindringer. Denne påståede tyske sammensværgelse hentydede den polske kommunistleder Władysław Gomułka til i en tale i 1961.
Men efter at sovjetiske arkiver er blevet åbnet for forskere, er det blevet klart, at Stalin opfandt dette fiktive plot mod sine mest fremtrædende generaler for at blive af med dem på en troværdig måde. På Stalins ordre instruerede NKVD en af sine agenter, Nikolaj Skoblin om at overdrage opdigtet information om en sammensværgelse til Reinhard Heydrich, chef for Sicherheitsdienst – den nazistiske efterretningstjeneste. Da Heydrich så en mulighed for at slå til mod både Den Røde Hær og sin ærkerival Admiral Canaris fra Abwehr, reagerede han på disse oplysninger og påtog sig at forbedre dem ved at forfalske dokumenter der viste en sammensværgelse med Tukhatjevskij og andre sovjetiske officerer. Disse oplysninger blev senere overdraget til Sovjet via Beneš og andre neutrale parter. Selv om SD troede at have narret Stalin til at henrette sine bedste generaler, havde de i virkeligheden blot fungeret som Stalins håndlangere. Faktisk blev de forfalskede dokumenter ikke fremlagt af de militære anklagere mod generalerne i den hemmelige retssag. I stedet baserede man sig på falske tilståelser presset ud af de anklagede.
Da Stalin var bange for konsekvenserne ved en offentlig retssag mod de populære generaler og krigshelte, beordrede han en hemmelig retssag. Forfatter og overlevende fra Stalintiden Alexander Barmine tvivlede på, at der overhovedet havde været en retssag, da Stalin på forhånd havde beordret, at de otte anklagede generaler skulle skydes umiddelbart efter retssagen. I bogen Kommunismens sorte bog skrives det, at Tukhatjevskijs egenhændige tilståelse er overstænket med blod. Det kunne tyde på, at Tukhatjevskij og de andre anklagede blev torteret.
Efter den hemmelige proces, kendt som processen mod den trotskistiske antisovjetiske militære organisation, blev Tukhatjevskij og de syv andre dømt den 12. juni 1937 og øjeblikkeligt henrettet. Tukhatjevskij blev dræbt af NKVD-kaptajnen Vasilij Blokhin. Mens Tukhatjevskij var i cellen, råbte Blokhin: ”Kammerat Tukhatjevskijs tilstedeværelse ved plenarsessionen af politbureauet er påkrævet!” og skød derpå Tukhatjevskij i halsen. Muligvis af frygt for en hæropstand, beordrede Stalin at communiqueet om arrestationerne, retssagen og dommen blev tilbageholdt, indtil henrettelserne havde fundet sted. Tukhatjevskij militære værker blev dernæst forbudt.

## Efterspil
Marskal Tukhatjevskijs familie fik ikke at vide, at han var blevet arresteret, anklaget og skudt. Oprindelig blev det hævdet i Alexander Barmines bog En som overlevede, at Tukhatjevskijs tolvårige datter først hørte om hans død en dag i skolen, da klassekameraterne mobbede hende med at hun var datter af en ”fascistisk forræder”. Dybt chokeret gik hun hjem og hængte sig. Senere er der rejst tvivl om denne beretning, da Svetlana Tukhatjevskaja, marskallens eneste datter ikke hængte sig, men blev sendt på et særligt børnehjem for henrettede ”folkefjender”. Hun blev arresteret i 1944 og idømt fem års ophold i Gulag ved et særligt råd i NKVD. Hun døde i 1982. Der findes et russisk tv-program om hende; Kremls børn,. Svetlana Tukhatjevskaja, datter af den røde Napoleon. Tukhatjevskijs enke blev arresteret af NKVD og blev ifølge Barmine senere sindssyg. Hun blev sidst set dagen før deportationen til Ural iført spændetrøje.
Retssagen mod Tukhatjevskij bliver generelt anset for svindel, bortset fra enkelte prostalinistiske historikere. En handling først og fremmest motiveret af Stalins ønske om at skaffe sig af med potentielle rivaler til magten i Sovjetunionen. Ironisk nok blev fem af de otte generaler i domstolen, der dømte Tukhatjevskij, senere skudt som forrædere af NKVD.
Den 31. januar 1957 blev Tukhatjevskij og hans kolleger erklæret for at have været uskyldige i alle anklager og rehabiliteret.